# Renan Teixeira
Renan Teixeira da Silva, noto semplicemente come Renan Teixeira (Caieiras, 29 marzo 1985), è un ex calciatore brasiliano, di ruolo centrocampista.

## Palmarès

### Club

#### Competizioni internazionali
- Coppa Libertadores: 1

San Paolo: 2005